# جيسيكا مائير
جيسيكا مائير، هي رائدة فضاء ناسا وعالمة أحياء بحرية وعالمة فيزيائية. كانت تعمل سابقًا أستاذًا مساعدًا للتخدير في كلية الطب بجامعة هارفارد في مستشفى ماساتشوستس العام في بوسطن، بعد أبحاث ما بعد الدكتوراه التي قامت بها في علم وظائف الأعضاء المقارن في جامعة كولومبيا البريطانية، درست فسيولوجيا الغوص وسلوك طيور البطريق الإمبراطور في أنتاركتيكا، وعلم وظائف الأعضاء في الأوز ذي الرأس البارز، والتي لها القدرة على الهجرة فوق جبال الهيمالايا.
وفي سبتمبر من عام 2002، خدمت مائير كغطاس تحت الماء في طاقم ناسا 4 (NEMO 4)، وفي عام 2013 تم اختيارها من قبل وكالة ناسا بجانب مجموعة مكونة من 21 شخص من رواد الفضاء.
أطلقت مائير في 25 سبتمبر 2019 إلى محطة الفضاء الدولية على متن المركبة الروسية Soyuz MS-15، حيث تعمل كمهندس طيران خلال الرحلة الاستكشافية رقم61 و 62, وفي 18 أكتوبر 2019، كانت مائير وكريستينا كوش أول إمرأتين يشاركن في السير في الفضاء.
أدرج اسمها في قائمة مجلة تايم لأفضل 100 شخصية مؤثرة لعام 2020.

## الحياة المهنية والعمل
وُلدت جيسيكا مائير في كاريبو ولاية ماين، لأم سويدية كانت تعمل ممرضة وأب إسرائيلي من أصل يهودي عراقي كان يعمل طبيباً. والدتها من فاستيراس السويد؛ ولد والدها في العراق وانتقل إلى إسرائيل وهو طفل. ثم انتقل بعد ذلك إلى السويد حيث قابل والدة مائير التي نشأت في أسرة مسيحية. وبعدها انتقل الزوجان إلى ماين حيث ولدت مائير.
على الرغم من أن والدتها لم تغير ديانتها المسيحية، نشأت مائير وهي تحضر طقوس العبادة في الكنيس (معبد اليهود) في مدينة بريسك آيل في ولاية ماين.
إستلهمت مائير فكرة السفر إلى الفضاء بعد مشاهدتها مهام مكوك فضاءعلى شاشة التلفاز، مائير لم تكن تعرف أي شخص يعمل في وكالة ناسا أو في برنامج الفضاء. إنها تعزو حلمها الدائم بالمشاركة في استكشاف الفضاء وحب الطبيعة إلى ما تعلمته من والدتها، ومن ميل أبيها للتجوال والمغامرة.
في سن الـ 13، وخلال دراساتها الجامعية في البيولوجيا بجامعة براون حضرت مائير معسكرًا للشباب في جامعة بوردو، لقد أمضت أيضًا فصلًا دراسيًا في برنامج للدراسة بالخارج في ستوكهولم، وأجرت تجربة طلابية على طائرة نفاثة تدريبية تابعة لوكالة الطيران والفضاء الأمريكية (ناسا) في سنتها العليا.
تخرجت مائير من جامعة براون في عام 1999 بدرجة البكالوريوس في تخصص علم الأحياء مع مرتبة الشرف، وفي عام 2000 تخرجت مائير من جامعة الفضاء الدولية في ستراسبورغ فرنسا بدرجة الماجستير في تخصص دراسات الفضاء.

## العودة إلى الأرض
في 17 أبريل 2020 عادت جيسيكا مائير إلى الأرض برفقة رائد الفصاء الأمريكي أندرو ر. مورغان والروسي أوليغ سيكريبوشكا على متن المركبة (سويوز إم إس 15) بعد أن أمضت ما يقارب 205 أيام في الفضاء (منذ 25 سيبتمبر 2019). قامت خلالها ب 3280 دورة حول الأرض وقطعت مسافة تقارب 87 مليون ميل.هبطت المركبة التي كانت تقل رواد الفضاء الثلاثة في كازاخستان الساعة 1:16 صباحا.